# Straszów (stacja kolejowa)
Straszów (ukr. Страшів, ros. Страшов) – stacja kolejowa w miejscowości Straszów, w rejonie sarneńskim, w obwodzie rówieńskim, na Ukrainie. Położona jest na linii Kijów – Korosteń – Sarny – Kowel.
Przed II wojną światową istniał w tym miejscu przystanek kolejowy o tej samej nazwie.